# Aar
Pour les articles homonymes, voir AAR et Aape.
Pour l’article ayant un titre homophone, voir Arrhes.
L'Aar (en allemand : Aare) est une rivière de Suisse longue de 288 km, affluent de rive gauche du Rhin.

## Hydronymie
Le nom de l'Aar est attesté sous la forme Arola au VIIe siècle. 
Autres mentions sous la forme Ara, Arula au Moyen Âge.[réf. nécessaire]
Ce nom vient d'une racine pré-indo-européenne *ar- « cours d’eau », présente dans le nom de plusieurs rivières en Europe : l'Ahr (Rhénanie), l'Ar (Meurthe-et-Moselle), l'Arc (Savoie), l'Arc (Bouches-du-Rhône), l'Hérault (Hérault) / Erau (en occitan), l'Arre (Gard), etc.[réf. nécessaire]

## Parcours

### Cours actuel

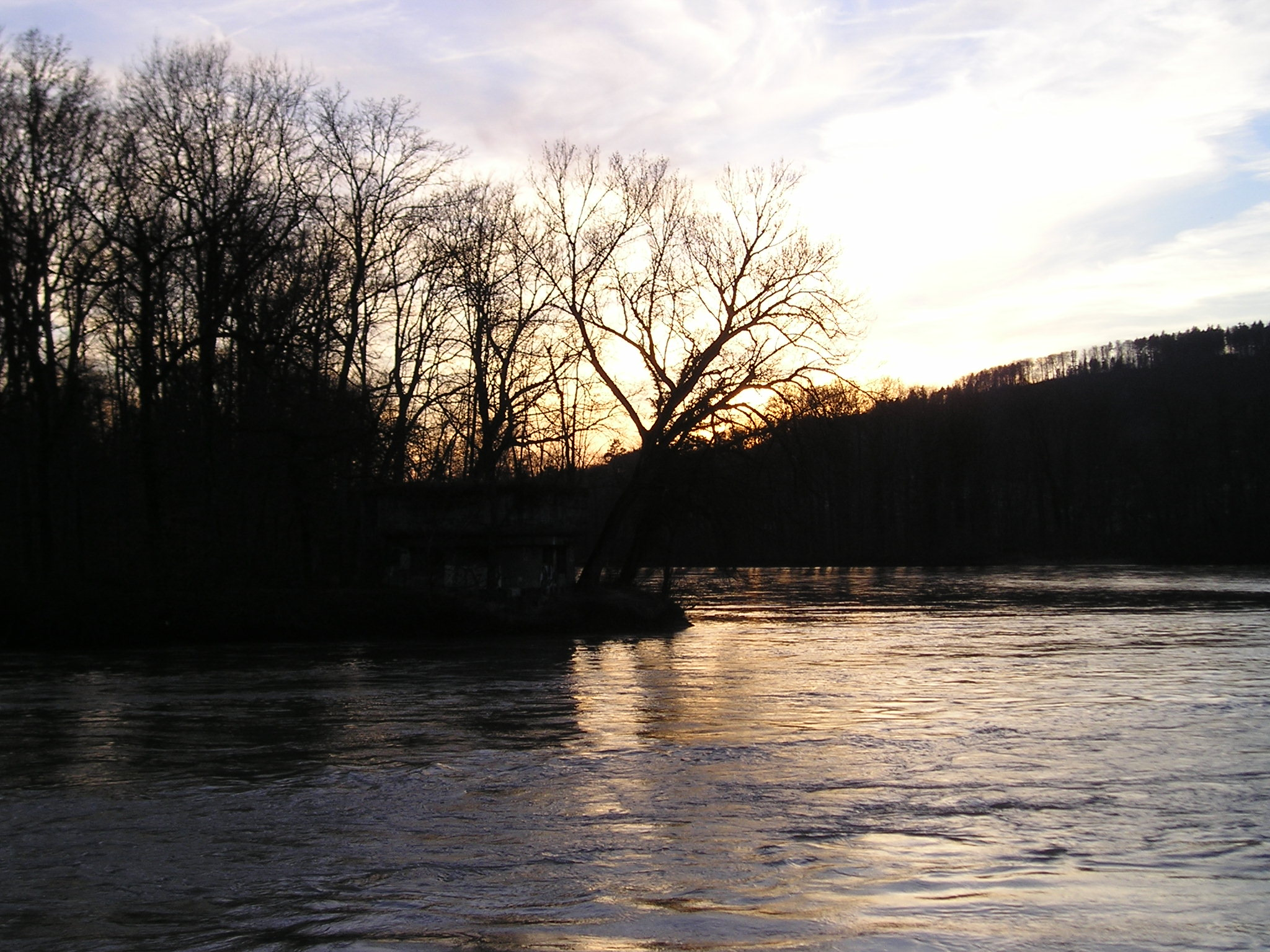
Confluence de l'Aar et de la Reuss.

L'Aar prend sa source dans le massif de l'Aar-Gothard à partir des eaux provenant de la fonte des glaciers du Finsteraarhorn à 4 275 m d'altitude.
Par une dizaine de paliers, elle descend dans sa vallée supérieure, l'Oberhasli. Elle pénètre ensuite dans les préalpes suisses, où elle a creusé des gorges profondes de 40 à 50 mètres sur une longueur de 1 500 mètres à travers la barrière calcaire du Kirchet. Ensuite elle atteint les lacs de Brienz, puis de Thoune.
Son cours se dirige ensuite vers le nord-ouest et atteint Berne, où la vieille ville a été construite sur un méandre. Un lac artificiel, le Wohlensee, a été créé en aval de Berne, entre Wohlen bei Bern et Mühleberg. Plus loin, à Golaten, elle est rejointe par la Sarine, son principal affluent de rive gauche. À Aarberg, son cours a été modifié par le canal de Hagneck (« correction des eaux du Jura »), afin que ses eaux alimentent le lac de Bienne. À la sortie de ce lac, l'Aar s'écoule par le canal de Nidau-Büren jusqu'à Büren où elle retrouve son cours normal.
La rivière prend alors la direction de l'est et coule le long du Jura pour traverser Soleure, où elle est rejointe par l'Emme, affluent de rive droite. Près de Flumenthal, son débit est de nouveau contrôlé par le barrage de régulation de Flumenthal. Elle traverse ensuite Olten, Aarau, puis Brugg, où la rejoignent la Reuss et la Limmat (rive droite).
L'Aar prend enfin la direction du nord jusqu'au Rhin, dans lequel elle se jette près de Koblenz, en Argovie. Au confluent, le débit de l’Aar est supérieur à celui du Rhin (610 m3/s contre 410 m3/s).

## Hydrologie
Le nombre de Strahler est de 9.

## Histoire
Le 6 août 1799, l’archiduc Charles tenta de franchir l’Aar, afin de couper en deux l’armée de Masséna ; il échoua et renonça à son entreprise par suite de l’arrivée de Ney.

### Histoire géologique
Au Miocène, l'ur-Aar se jette dans le Danube. Au Pliocène moyen, l'ur-Aar se jette en Méditerranée au travers du Doubs (voir Aar-Doubs). Ce n'est qu'à la fin du Pliocène, quand la barrière formée par le Kaiserstuhl saute, que l'Aar rejoint le Rhin, ce qui explique, entre autres, la présence d'alluvions alpines dans le Ried au Quaternaire.

## Activités économiques

### Installations électriques

#### Centrales nucléaires
Différentes usines profitent de l'Aar pour produire de l'électricité. Trois des quatre centrales nucléaires suisses sont situées sur les rives de l'Aar, la quatrième (Leibstadt) se trouvant juste après le confluent de l'Aar avec le Rhin. Les trois centrales nucléaires situées directement sur les rives de l'Aar sont :
- centrale nucléaire de Mühleberg, située à 1,8 kilomètre en aval du barrage de Mühleberg peu après Berne ;
- centrale nucléaire de Beznau, située au nord de Brugg ;
- centrale nucléaire de Gösgen.

#### Centrales hydro-électriques
Au 1er janvier 2008, 107 centrales hydro-électriques étaient installées sur le bassin fluvial de l'Aar (bassins de l'Emme et de la Sarine inclus). Ces centrales représentent une puissance totale de 1 857,81 MW, soit 13,8 % de la puissance totale des installations hydro-électriques suisses.